# Litván labdarúgó-bajnokság (első osztály)
Az A lyga a litván labdarúgás legmagasabb osztálya. A bajnokságot 1922-ben alapították, majd a szovjet megszállás alatt a szovjet bajnokság egy alacsonyabb osztálya volt. Független bajnokságként 1991-ben indult. Jelenleg tizenegy csapat alkotja.

## Jelenlegi résztvevők
A lyga 2024
| #   | Klub              | Engedély | UEFA licenc |
| --- | ----------------- | -------- | ----------- |
| 1.  | FK Panevėžys      |          |             |
| 2.  | FK Žalgiris       |          |             |
| 3.  | FA Šiauliai       |          |             |
| 4.  | FK Kauno Žalgiris |          |             |
| 5.  | FC Hegelmann      |          |             |
| 6.  | FK Banga          |          |             |
| 7.  | FK Sūduva         |          |             |
| 8.  | DFK Dainava       |          |             |
| 9.  | FC Džiugas        |          |             |
| 10. | FK Transinvest    |          |             |

A lyga 2023
| #   | Klub              | Engedély | UEFA licenc |
| --- | ----------------- | -------- | ----------- |
| 1.  | FK Žalgiris       |          |             |
| 2.  | FK Kauno Žalgiris |          |             |
| 3.  | FK Panevėžys      |          |             |
| 4.  | FC Hegelmann      |          |             |
|     |                   |          |             |
| 5.  | FK Riteriai       |          |             |
| 6.  | FK Sūduva         |          |             |
| 7.  | FA Šiauliai       |          |             |
| 8.  | FK Banga          |          |             |
| 9.  | FC Džiugas        |          |             |
| 10. | DFK Dainava       |          |             |

A lyga 2022.
| #   | Klub              | Engedély | UEFA licenc |
| --- | ----------------- | -------- | ----------- |
| 1.  | FK Žalgiris       |          |             |
| 2.  | FK Sūduva         |          |             |
| 3.  | FK Kauno Žalgiris |          |             |
| 4.  | FK Panevėžys      |          |             |
| 5.  | FC Hegelmann      |          |             |
| 6.  | FK Riteriai       |          |             |
| 7.  | FA Šiauliai       |          |             |
| 8.  | FK Jonava         |          |             |
| 9.  | FK Banga          |          |             |
| 10. | FC Džiugas        |          |             |
|     |                   |          |             |
| 11. | DFK Dainava       |          |             |
| 12. | FK Nevėžis        |          |             |

- FC Hegelmann; FC Hegelmann Litauen (2009-2021)
- FK Riteriai (Vilnius); FK Trakai (2005-2018) [5]

## Az eddigi győztesek
- 1922 : LFLS Kaunas
- 1923 : LFLS Kaunas (2)
- 1924 : Kovas Kaunas
- 1925 : Kovas Kaunas (2)
- 1926 : Kovas Kaunas (3)
- 1927 : LFLS Kaunas (3)
- 1928 : KSS Klaipėda
- 1929 : KSS Klaipėda (2)
- 1930 : KSS Klaipėda (3)
- 1931 : KSS Klaipėda (4)
- 1932 : LFLS Kaunas (4)
- 1933 : Kovas Kaunas (4)
- 1934 : MSK Kaunas
- 1935 : Kovas Kaunas (5)
- 1936 : Kovas Kaunas (6)
- 1937 : KSS Klaipėda (5)
- 1937-38 : KSS Klaipėda (6)
- 1938-39 : LGSF Kaunas

---
- 1939-41 : a szovjet invázió miatt nem rendezték meg
- 1942 : LFLS Kaunas (5)
- 1942-43 : Tauras Kaunas
- 1943-44 : a szovjet invázió miatt nem rendezték meg
- 1945 : Spartakas Kaunas
- 1946 : Dinamo Kaunas
- 1947 : Lok Kaunas
- 1948 : Elnias Šiauliai
- 1949 : Elnias Šiauliai (2)
- 1950 : Inkaras Kaunas
- 1951 : Inkaras Kaunas (2)
- 1952 : KN Vilnius
- 1953 : Elnias Šiauliai (3)
- 1954 : Inkaras Kaunas (3)
- 1955 : Lima Kaunas
- 1956 : Linu Audiniai Plungé
- 1957 : Elnias Šiauliai (4)
- 1958-59 : Raudonoji zvaigzde Vilnius (2) (KN Vilnius)
- 1959-60 : Elnias Šiauliai (5)
- 1960-61 : Elnias Šiauliai (6)
- 1961-62 : Atletas Kaunas
- 1962-63 : Statyba Panevezys
- 1964 : Inkaras Kaunas (4)
- 1965 : Inkaras Kaunas (5)
- 1966 : FK Nevėžis
- 1967 : Saljutas Vilnius
- 1968 : Statyba Panevezys (2)
- 1969 : Statybininkas Šiauliai
- 1970 : Atletas Kaunas (2)
- 1971 : Pažanga Vilnius
- 1972 : FK Nevėžis (2)
- 1973 : FK Nevėžis (3)
- 1974 : Tauras Šiauliai
- 1975 : Dainava Alytus
- 1976 : Atmosfera Mazeikiai
- 1977 : Statybininkas Šiauliai (2)
- 1978 : Granitas Klaipeda
- 1979 : Atmosfera Mazeikiai (2)
- 1980 : Granitas Klaipeda (2)
- 1981 : Granitas Klaipeda (3)
- 1982 : Pažanga Vilnius (2)
- 1983 : Pažanga Vilnius (3)
- 1984 : Granitas Klaipeda (4)
- 1985 : FK Ekranas
- 1986 : Banga Kaunas
- 1987 : FK Tauras Tauragė
- 1988 : SRT Vilnius
- 1989 : Banga Kaunas (2)

---
- 1990 : FK Sirijus Klaipėda
- 1991 : FK Žalgiris Vilnius
- 1991-92 : FK Žalgiris Vilnius (2)
- 1992-93 : FK Ekranas (2)
- 1993-94 : ROMAR Mažeikiai (1)
- 1994-95 : Inkaras Kaunas (6)
- 1995-96 : Inkaras Kaunas (7)
- 1996-97 : Kareda Šiauliai (1)
- 1997-98 : Kareda Šiauliai (2)
- 1998-99 : FK Žalgiris Vilnius (3)
- 1999 : Žalgiris Kaunas (3) (Banga Kaunas)
- 2000 : FBK Kaunas (4) (Žalgiris Kaunas)

### A lyga
- 2001 : FBK Kaunas (5)
- 2002 : FBK Kaunas (6)
- 2003 : FBK Kaunas (7)
- 2004 : FBK Kaunas (8)
- 2005: FK Ekranas (3)
- 2006: FBK Kaunas (9)
- 2007: FBK Kaunas (10)
- 2008: FK Ekranas (4)
- 2009: FK Ekranas (5)
- 2010: FK Ekranas (6)
- 2011: FK Ekranas (7)
- 2012: FK Ekranas (8)
- 2013 : VMFD Žalgiris (4)
- 2014 : VMFD Žalgiris (5)
- 2015 : FK Žalgiris (6)
- 2016 : FK Žalgiris (7)
- 2017 : FK Sūduva (1)
- 2018 : FK Sūduva (2)
- 2019 : FK Sūduva (3)
- 2020 : FK Žalgiris (8)
- 2021 : FK Žalgiris (9)
- 2022 : FK Žalgiris (10)
- 2023 : FK Panevėžys (1)
- 2024 : FK Žalgiris (11)

## A legsikeresebb csapatok
| Klub                        | Győzelmek | Győztes szezonok                                                       |
| --------------------------- | --------- | ---------------------------------------------------------------------- |
| FK Žalgiris (Vilnius)       | 11        | 1991, 1991-92, 1998-99, 2013, 2014, 2015, 2016, 2020, 2021, 2022, 2024 |
| FBK Kaunas†                 | 8         | 1999, 2000, 2001, 2002, 2003, 2004, 2006, 2007                         |
| Inkaras Kaunas†             | 7         | 1950, 1951, 1954, 1964, 1965, 1995, 1996                               |
| Kovas Kaunas†               | 6         | 1924, 1925, 1926, 1933, 1935, 1936                                     |
| KSS Klaipéda†               | 6         | 1928, 1929, 1930, 1931, 1937, 1938                                     |
| Elnias Siauliai†            | 6         | 1948, 1949, 1953, 1957, 1960, 1961                                     |
| LFLS Kaunas†                | 5         | 1922, 1923, 1927, 1932, 1942                                           |
| Kareda Šiauliai†            | 4         | 1969, 1977, 1997, 1998                                                 |
| Granitas Klaipeda†          | 4         | 1978, 1980, 1981, 1984                                                 |
| FK Ekranas†                 | 4         | 1985, 1993, 2005, 2008                                                 |
| FK Sūduva                   | 3         | 2017, 2018, 2019                                                       |
| FK Nevėžis                  | 3         | 1966, 1972, 1973                                                       |
| Pažanga Vilnius†            | 3         | 1971, 1982, 1983                                                       |
| ROMAR Mažeikiai†            | 3         | 1976, 1979, 1994                                                       |
| Raudonoji zvaigzde Vilnius† | 2         | 1952, 1959                                                             |
| Atletas Kaunas†             | 2         | 1962, 1970                                                             |
| Statyba Panevėžys†          | 2         | 1963, 1968                                                             |
| FK Panevėžys                | 1         | 2023                                                                   |
| MSK Kaunas†                 | 1         | 1934                                                                   |
| LGSF Kaunas†                | 1         | 1939                                                                   |
| Tauras Kaunas†              | 1         | 1943                                                                   |
| Spartakas Kaunas†           | 1         | 1945                                                                   |
| Dinamo Kaunas†              | 1         | 1946                                                                   |
| Lok Kaunas†                 | 1         | 1947                                                                   |
| Lima Kaunas†                | 1         | 1955                                                                   |
| Linu Audiniai Plungé        | 1         | 1956                                                                   |
| Saljutas Vilnius†           | 1         | 1967                                                                   |
| Tauras Šiauliai†            | 1         | 1974                                                                   |
| Dainava Alytus†             | 1         | 1975                                                                   |
| FK Tauras Tauragė           | 1         | 1987                                                                   |
| SRT Vilnius†                | 1         | 1988                                                                   |
| Sirijus Klaipėda†           | 1         | 1990                                                                   |

†Megszűnt.

## Jelentős külföldi játékosok
A félkövérrel jelölt játékosok szerepeltek hazájuk felnőtt válogatott keretében labdarúgó-világbajnokságon.
| - Yanko Valkanov - Semir Kerla - Alison Silva - Andrézinho - Eliandro - Fernando de Abreu Ferreira - Lucas Gaúcho - Paulinho - Rafael Gaúcho - Esteban Dreer - Adama Fofana - Vitali Gussev - Dzmitry Rekish - Oleg Strakhanovich | - Syarhey Herasimets - Valery Strypeykis - Givi Kvaratskhelia - Irakli Zoidze - Donovan Slijngard - Andro Švrljuga - Mario Grgurović - Vedran Gerc - Sandro Grande - Stephen Ademolu - Tamirlan Kozubaev - Adrian Mrowiec - Arkadiusz Klimek - Jakub Wilk | - Kamil Biliński - Antons Jemeļins - Ēriks Pelcis - Sergejs Kožans - Vīts Rimkus - Yani Urdinov - Serghei Pogreban - Prince Eboagwu - Maximiliano Uggè - Andrei Panyukov - Artak Yedigaryan - Jorge Chula - José Gonçalves - Calum Elliot | - Craig Thomson - Pascal Mendy - Bojan Mamić - Dušan Matović - Marko Anđelković - Marián Kello - Jalen Pokorn - Sigitas Jakubauskas - Vyacheslav Sukristov - Szergej Kuznyecov - Yuriy Hrytsyna |

## A bajnokság helyezése az UEFA-rangsorban
A bajnokság helyezése 2015-ben az UEFA rangsorában. (Dőlt betűvel az előző szezonbeli helyezés, zárójelben az UEFA-együttható).
- 43.  (44.)  Luxemburgi labdarúgó-bajnokság (5,125)
- 44.  (47.)  Northern Ireland Premier League (4,875)
- 45.  (41.)  Lithuanian Premier League (4,500)
- 46.  (38.)  Latvian Higher League (4,250)
- 47.  (45.)  BOV Premier League (4,208)